# التكافؤ بين الجنسين
التكافؤ بين الجنسين هو مقياس إحصائي يستخدم لوصف النسب بين الرجال والنساء، أو الفتيان والفتيات، في مجموعة سكانية معينة. قد يشير التكافؤ بين الجنسين إلى التمثيل النسبي للرجال والنساء في مجموعة معينة، ويشار إليه أيضًا باسم النسبة بين الجنسين، أو قد يعني النسبة بين أي مؤشر قابل للقياس الكمي بين الرجال مقابل نفس المؤشر بين النساء.
يُستخدم مصطلحا التكافؤ بين الجنسين والمساواة بين الجنسين أحيانًا على نحو متبادل، ولكن التكافؤ بين الجنسين يختلف عن المساواة بين الجنسين من حيث أنه مقياس وصفي فقط ولا ينطوي على أحكام قيمية أو يدعو إلى إجراء تغييرات في السياسة العامة للطريقة التي تعمل بها المساواة بين الجنسين. بيد أن التكافؤ بين الجنسين قد يكون أحد المقاييس الهامة المستخدمة لتقييم حالة المساواة بين الجنسين داخل مجموعة أو منظمة ما.
في مجال علم الاجتماع، يُفهم التكافؤ بين الجنسين عمومًا على أنه يشير إلى تمييز ثنائي بين الأشخاص على أساس الهوية والاختلافات بين الجنسين. على الرغم من أن كلمة «جندر» هي جزء من المصطلح، فإن المعنى عند استخدامها أقرب إلى الجنس المحدد عند الولادة منه إلى الهوية الجندرية.

## الصحة والبقاء
طبقًا لتقرير الفجوة العالمية بين الجنسين لعام 2020 الصادر عن المنتدى الاقتصادي العالمي، فإن الصحة البشرية العالمية والبقاء على قيد الحياة يقتربان إلى حد ما من التكافؤ بين الجنسين بنسبة 95.7%. فالتجاوزات في المساواة بين الجنسين في الصحة والبقاء بمرور الوقت والمكان تجعل من الصعب استخلاص استنتاجات مفيدة إحصائيًا. وفي المتوسط العالمي، يموت الرجال في سن أصغر ويعانون من معدلات مرضية أكبر من النساء، ولكن درجات التكافؤ بين الجنسين تصبح غير منتظمة عندما تحسب على أساس مرض معين أو سبب معين للوفاة. وفي المتوسط، تنخفض درجات التكافؤ بين الجنسين فيما يتعلق بأمراض القلب والأوعية الدموية، والانتحار، وبعض أنواع السرطان، والحوادث إلى ما دون 1، ما يعني أن هذه المؤشرات تلاحظ بمعدلات أكبر بين الرجال. تنخفض الدرجات العالمية للسكتة الدماغية، والتهابات الجهاز التنفسي السفلي، وسرطان الثدي عن 1، ما يشير إلى أنها تُلاحظ غالبًا لدى النساء. يرجع انخفاض متوسط العمر المتوقع بين الرجال إلى حد كبير إلى المعدلات غير المتكافئة لوفيات الرضع الذكور مقابل الإناث.

## في التعليم

النسبة المئوية للبلدان التي حققت التكافؤ بين الجنسين في نسبة الالتحاق الإجمالية، حسب مستوى التعليم، 2000 و2017

يمكن حساب التكافؤ بين الجنسين في التعليم بقسمة عدد الطالبات في مستوى تعليمي معين على عدد الطلاب الذكور في المستوى نفسه. تسمى القيمة الناتجة درجة التكافؤ بين الجنسين. تُظهر درجة التكافؤ بين الجنسين بين 0 و1 عددًا أكبر من الطلاب الذكور وأي رقم يزيد عن 1 يشير إلى عدد أكبر من الطالبات في المجموعة السكنية المعنية. تعتبر المجموعة السكانية محققة للتكافؤ بين الجنسين إذا حصلت على درجات بين 0.97 و1.03.
تجمع اليونسكو درجات التكافؤ بين الجنسين الدولية المتعلقة بالوصول النسبي إلى التعليم بين الذكور والإناث وتضع هذه البيانات في مؤشر التكافؤ بين الجنسين. يستخدم هذا المؤشر من قبل العديد من المنظمات لتقييم التكافؤ بين الجنسين ومراقبته بمرور الوقت.

### المدارس الابتدائية والثانوية

#### معدلات الالتحاق
حققت نحو 60% من البلدان التكافؤ بين الجنسين في معدلات التحاق الأولاد والبنات الذين تتراوح أعمارهم بين الخامسة والثامنة عشرة. سجلت مناطق الشرق الأوسط/شمال إفريقيا، وشرق وجنوب منطقة جنوب آسيا، أدنى مرتبة في هذه المنطقة، إذ يقل عدد الفتيات الملتحقات بالمدارس الابتدائية والثانوية عن عدد الفتيان.

### التعليم العالي

#### معدلات الالتحاق
وفقًا لبيانات البنك الدولي، اعتبارًا من عام 2013، سُجل عدد أكبر من النساء مقارنة بالرجال في مؤسسات التعليم العالي على مستوى العالم. كانت إفريقيا هي القارة الوحيدة التي شذت عن القاعدة، ولكن هذا فقط من بين 25 دولة من أصل 54 دولة. تتمتع المكسيك، وباكستان، وسويسرا، واليونان بالتكافؤ بين الجنسين من ناحية الالتحاق بالتعليم العالي.
في الولايات المتحدة، ارتفع متوسط معدل التحاق الطالبات باطراد خلال الثلاثين عامًا الماضية، من 63% إلى 71%، بينما ظل متوسط معدل التحاق الطلاب الذكور ثابتًا عند 61%.

#### معدلات التخرج
يتفاوت التكافؤ بين الجنسين في معدلات التخرج من الكليات والجامعات تفاوتًا كبيرًا من منطقة إلى أخرى، ولا يمكن تقييم المتوسط العالمي في هذا الوقت بسبب نقص البيانات. تقوم منظمة التعاون الاقتصادي والتنمية بتجميع هذه البيانات، وبحسب هذه البيانات فإن عدد النساء الحاصلات على درجات جامعية أكثر من الرجال في دولها الأعضاء البالغ عددها 37 دولة. بالنسبة لدول منظمة التعاون الاقتصادي والتنمية، فإن 39% من الرجال و51% من النساء يحملن درجات جامعية على مستوى الفئة العمرية 25-34 سنة للحصول على درجة التكافؤ بين الجنسين بنسبة 1.3. وبالمقارنة مع درجة التعليم العالي في الولايات المتحدة، فإن درجة التكافؤ بين الجنسين تبلغ 1.1، فتكمل 63% من الطالبات و57% من الطلاب درجتهم العلمية.

## في مكان العمل
تعمل النساء بمعدلات أقل من الرجال في جميع أنحاء العالم ويتمتعن في المتوسط بأمان وظيفي أقل. وعلى الصعيد العالمي، فالرجال عاطلون عن العمل بمعدل 5.5% في حين أن 6.2% من النساء عاطلات عن العمل، على الرغم من أن متوسطات التكافؤ بين الجنسين في المنطقة تتفاوت على نطاق واسع. والنساء على وجه الخصوص تمثيلهن ناقص في المناصب القيادية والوظائف ذات الأجور الأعلى، وهنّ ممثلات تمثيلًا زائدًا في الوظائف ذات الأجور المنخفضة. وعلى الصعيد العالمي، كانت الزيادات في الأجور راكدة في القطاعات ذات الأجور المنخفضة، وهذا يؤثر بشكل غير متناسب على العاملات اللائي يرجح أن يعملن في هذه الوظائف. وهذا الفرق أقل وضوحًا في البلدان ذات الدخل الأعلى في الشمال العالمي.
على مستوى العالم، 63% من النساء تعملن لحسابهن الخاص أو تنجزن أعمالًا غير رسمية. في المتوسط، تكون هذه الوظائف منخفضة الأجر، أما الأمان والضمان الوظيفي فهو أقل من التوظيف الرسمي. على الصعيد العالمي، تؤدي النساء الغالبية العظمى من جميع الأعمال غير المأجورة مثل أعمال الرعاية والطهي والتنظيف. وفقًا لبيانات من هيئة الأمم المتحدة للمرأة، فإن النساء يؤدين أعمالًا غير مأجورة تعادل 2.5 ضعف ما يؤديه الرجال، بمتوسط  4 ساعات و11 دقيقة في اليوم مقارنةً بساعة و31 دقيقة للرجال في البلدان منخفضة الدخل وثلاث ساعات ونصف للنساء مقابل ساعة و54 دقيقة للرجال في البلدان ذات الدخل المرتفع.

### التمثيل في مجالات العلوم والتكنولوجيا والهندسة والرياضيات
تمثل المرأة تمثيلًا ناقصًا في مجالات العلوم والتكنولوجيا والهندسة والرياضيات. ويمكن ملاحظة هذا الاتجاه على الصعيد العالمي على الرغم من أن الاختلافات في المصطلحات الموجودة تجعل من المستحيل إجراء مقارنات دقيقة. تميل الوظائف في العلوم والتكنولوجيا والهندسة والرياضيات إلى أن تكون من بين أعلى الوظائف أجرًا، ولأن النساء ممثلات تمثيلًا ناقصًا في هذه المجالات، يتأثر متوسط أجر الرجال والنساء ما يؤدي إلى انخفاض معدل التكافؤ بين الجنسين عمومًا.

### متوسط الدخل
في المتوسط، تحصل العاملات في مجال معين على أجر أقل من أجر نظرائهن الذكور، بمتوسط 77 سنتًا عن كل دولار يكسبه الرجال. تراجعت حركة التكافؤ بين الجنسين في الأجور في البلدان المنخفضة الدخل منذ عام 2010 على الرغم من أنها شهدت زيادة متواضعة منذ عام 2018 وحتى عام 2019. تاريخيًا، شهدت البلدان ذات الدخل المرتفع انخفاضًا في التكافؤ بين الجنسين في الأجور مقارنةً بالبلدان منخفضة الدخل. وعلى مدى السنوات العشرين الماضية، شهدت البلدان ذات الدخل المرتفع تقدمًا مطردًا نحو التكافؤ بين الجنسين، وهو الآن يضاهي متوسط البلدان ذات الدخل المنخفض.
تُحسب فجوة الأجور بين الجنسين بطريقتين: تأخذ فجوة الأجور المعدلة في الاعتبار الفروق في ساعات العمل، والمهن المختارة، ومستوى التعليم، والوظيفة المحددة، بينما لا تأخذ فجوة الأجور غير المعدلة أيًا من هذه العوامل في حساباتها وبالتالي فهي تظهر قدرًا أعظم من التقسيم الطبقي.
يلعب العرق، والعمر، والحالة الاجتماعية، وحالة الأبوة، وعوامل أخرى أيضًا أدوارًا مهمة في عدم المساواة في الأجور بين الرجال والنساء. ونظرًا لأن النساء أقل تمثيلًا في مجالات العلوم والتكنولوجيا والهندسة والرياضيات التي تشهد نموًا أكبر في الوظائف والأجور، فإن متوسط إحصاءات تكافؤ الأجور العالمي يميل أكثر لصالح الرجال.